# Gladki endoplazemski retikulum
Gladki (tudi agranularni) endoplazemski retikulum je del endoplazemskega retikuluma (okrajšano ER), ki na citoplazemski strani nima vezanih ribosomov in je mesto sinteze membranskih lipidov in razstrupljanja.
Od zrnatega razlikuje tudi po tem, da je pogosto bolj cevaste kot diskaste oblike. Glavna funkcija gladkega ER je sinteza lipidov, ki se lahko uporabijo kot material za različne celične membrane, ali pa se (kot na primer steroidi) izločijo iz celice. Gladki ER predstavlja samo majhen delež endoplazemskih retikulumov in v večini celic služi tudi kot transpotrno sredstvo za prenos beljakovin h Golgijevemu aparatu.
Prevladujoč je le v nekaterih vrstah celic, kot na primer v celicah nadledvične skorje (izločajo steroide) in celicah jeter.

### Sarkoplazemski retikulum
Sarkoplazemski retikulum (iz gr. Greek sarx = meso) je posebna oblika gladkega endoplazemskega retikuluma v celic prečnoprogaste in gladke mišičnine. Njegova vloga je skladiščenje in sproščanje kalcijevih ionov; med krčenjem mišice se le-ti iz sarkoplazemskega retikuluma sproščajo, med mišično relaksacijo pa se vanj ponovno privzamejo.